# Eddie Izzard
Edward John "Eddie" Izzard (7. února 1962, Aden v Jemenu) je britská herečka a stand-up komička.

## Filmografie
| Rok  | Název                           | Role                  | Poznámka   |
| ---- | ------------------------------- | --------------------- | ---------- |
| 1995 | The Oncoming Storm              | Luthor Keeton         |            |
| 1995 | The Secret Agent                | Vladimir              |            |
| 1998 | Velvet Goldmine                 | Jerry Devine          |            |
| 1998 | Mstitelé                        | Bailey                |            |
| 1999 | Mystery Men                     | Tony P                |            |
| 1999 | The Criminal                    | Peter Hume            |            |
| 2000 | Circus                          | Troy                  |            |
| 2000 | Shadow of the Vampire           | Gustav von Wangenheim |            |
| 2001 | The Cat's Meow                  | Charlie Chaplin       |            |
| 2001 | All the Queen's Men             | Tony Parker           |            |
| 2002 | Revengers Tragedy               | Lussurioso            |            |
| 2003 | Alien Invasion                  | Brik                  |            |
| 2004 | Blueberry                       | Prosit                |            |
| 2004 | Five Children and It            | It                    | pouze hlas |
| 2004 | Romance & Cigarettes            | Gene Vincent          |            |
| 2004 | Ocean's Twelve                  | Roman Nagel           |            |
| 2005 | The Aristocrats                 | Sama sebe             |            |
| 2006 | The Wild                        | Nigel                 | pouze hlas |
| 2006 | Moje superbejvalka              | profesor Bedlam       |            |
| 2007 | Ocean's Thirteen                | Roman Nagel           |            |
| 2007 | Across the Universe             | Mr. Kite              |            |
| 2008 | Letopisy Narnie: Princ Kaspian  | Reepicheep            | pouze hlas |
| 2008 | Igor                            | Dr. Schadenfreude     | pouze hlas |
| 2008 | Valkýra                         | Erich Fellgiebel      |            |
| 2009 | Rage                            | Tiny Diamonds         |            |
| 2009 | Believe: The Eddie Izzard Story | Sama sebe             |            |
| 2010 | Zítra snad bude líp             | Garrett               |            |
| 2011 | The Other Side                  | Dean Bellamy          |            |
| 2011 | Cars 2                          | Miles Axelrod         | pouze hlas |
| 2011 | Lost Christmas                  | Anthony               |            |
| 2014 | Boychoir                        | Drake                 |            |
| 2015 | Absolutely Anything             | Headmaster            |            |
| 2015 | Day Out of Days                 | Dag                   |            |
| 2016 | Whisky Galore!                  | Captain Wagget        |            |
| 2016 | Rock Dog                        | Angus Scattergood     | pouze hlas |
| 2017 | The Lego Batman Movie           | Voldemort             | pouze hlas |
| 2017 | Victoria & Abdul                | Bertie                |            |
| 2019 | Get Duked!                      | The Duke              |            |
| 2019 | Abominable                      | Burnish (voice)       |            |
| 2019 | The Song of Names               | BBC Radio Announcer   | pouze hlas |
| 2020 | The High Note                   | Dan Deakins           |            |
| 2020 | Six Minutes to Midnight         | Thomas Miller         |            |

### Televize
| Year            | Title                                   | Role                                               | Notes                                       |
| --------------- | --------------------------------------- | -------------------------------------------------- | ------------------------------------------- |
| 1991            | Barf Bites Back                         | Sama sebe                                          | TV speciál                                  |
| 1994            | Open Fire                               | Rich                                               | TV film                                     |
| 1995            | Aristophanes: The Gods are Laughing     | Socrates                                           | TV film                                     |
| 1996            | Tales from the Crypt                    | Evans                                              | Epizoda: "Confession"                       |
| 1998            | Rex the Runt                            | Melting Blob Man / Easter Island Head Aliens       | 2 epizody, pouze hlas                       |
| 1999            | Python Night – 30 Years of Monty Python | Herself                                            | TV speciál                                  |
| 2002            | Mongrel Nation                          | Herself                                            | TV dokument                                 |
| 2002            | A Day in the Death of Joe Egg           | Bri                                                | TV film                                     |
| 2003            | 40                                      | Ralph Outen                                        | 3 epizody                                   |
| 2006            | The Secret Policeman's Ball             | Sama sebe                                          | TV speciál                                  |
| 2007            | Kitchen                                 | Nick Malone                                        | 2-dílná série                               |
| 2007–2008       | The Riches                              | Wayne Malloy / Doug Rich                           | 20 epizod                                   |
| 2008            | The Secret Policeman's Ball             | Herself                                            | TV speciál                                  |
| 2009            | The Day of the Triffids                 | Torrence                                           | 2 epizody                                   |
| 2010            | Eddie Izzard: Marathon Man              | Herself                                            | TV speciál                                  |
| 2010            | The Simpsons                            | Nigel Bakerbutcher / Elizabeth II / Prince Charles | Epizoda: "To Surveil with Love", pouze hlas |
| 2011            | United States of Tara                   | Dr. Hattarras                                      | 8 epizod                                    |
| 2011            | The Good Wife                           | James Thrush                                       | Epizoda: "The Death Zone"                   |
| 2012            | The Secret Policeman's Ball             | Herself                                            | TV speciál                                  |
| 2012            | Treasure Island                         | Long John Silver                                   | TV minisérie                                |
| 2012            | Bullet in the Face                      | Johann Tannhäuser                                  | 6 epizod                                    |
| 2012            | Mockingbird Lane                        | Grandpa                                            | TV film                                     |
| 2013            | Meet the Izzards                        | Herself                                            | Dokument                                    |
| 2013–2015       | Hannibal                                | Dr. Abel Gideon                                    | 6 epizod                                    |
| 2014            | Castles in the Sky                      | Robert Watson-Watt                                 | TV film                                     |
| 2015            | Powers                                  | "Big Bad" Wolfe                                    | 10 epizod                                   |
| 2015            | The Devil You Know                      | Thomas Putnam                                      | Pilot                                       |
| 2016            | The Big Fat Quiz of Everything          | Herself                                            | Epizoda #1.3                                |
| 2018            | Travel Man                              | Herself                                            | Epizoda: "48 Hours in Ljubljana"            |
| 2019            | The Dark Crystal: Age of Resistance     | Cadia                                              | 3 epizody, pouze hlas                       |
| 2019            | Green Eggs and Ham                      | Hervnick Z. Snerz                                  | 13 epizod, pouze hlas                       |
| 2021–současnost | The Lost Symbol                         | Peter Solomon                                      | 10 epizod                                   |